# Liste der Monuments historiques in Briançonnet
Die Liste der Monuments historiques in Briançonnet führt die Monuments historiques in der französischen Gemeinde Briançonnet auf.

## Liste der Bauwerke
| Bezeichnung       | Beschreibung              | Standort | Kennzeichnung | Schutzstatus | Datum | Bild           |
| ----------------- | ------------------------- | -------- | ------------- | ------------ | ----- | -------------- |
| Kapelle St-Martin | Erbaut im 12. Jahrhundert | (Lage)   | PA00080678    | Inscrit      | 1936  | weitere Bilder |

## Liste der Objekte
Zum Verständnis siehe: Kirchenausstattung
- Monuments historiques (Objekte) in Briançonnet in der Base Palissy des französischen Kultusministeriums